# Le Secret de Charlie
Pour plus de détails, voir Fiche technique et Distribution.
Le Secret de Charlie ou Charlie St. Cloud au Québec est un film américano-canadien de Burr Steers sorti en 2010.

## Synopsis
Après la mort de son frère, Sam, Charlie n'arrive pas à faire son deuil. Comme il se sent coupable de sa mort, il le voit et fait une promesse, tous les jours au coucher du soleil ils doivent se retrouver à l'endroit où ils regardaient les bateaux. À cause de cette promesse, Charlie ne part pas à l'université et devient gardien d'un cimetière. Mais sa vie monotone devient encore un peu plus compliquée quand Tess, une ancienne camarade de classe, entre dans sa vie...

## Fiche technique
- Titre original : Charlie St. Cloud
- Titre français : Le Secret de Charlie
- Titre québécois : Charlie St. Cloud
- Réalisation : Burr Steers
- Scénario : Craig Pearce, d'après une nouvelle de Ben Sherwood (en)
- Casting : Heike Brandstatter
- Costumes : Denise Wingate
- Décors : Carol Lavallee
- Direction artistique : Kelvin Humenny
- Musique : Rolfe Kent
- Photographie : Enrique Chediak (en)
- Producteurs : Marc Platt
- Société(s) de production : Universal Pictures, Relativity Media
- Société(s) de distribution : Universal Pictures
- Genre : drame, fantastique
- Pays de production : États-Unis, Canada
- Langue originale : anglais
- Format : couleur – 35 mm – 2,35:1 – son DTS
- Durée : 100 minutes (1 h 40 min)
- Budget : 44 000 000 $
- Dates de sortie :
  - États-Unis : 30 juillet 2010
  - France 10 novembre 2010
- Sortie DVD : 29 mars 2011

## Distribution

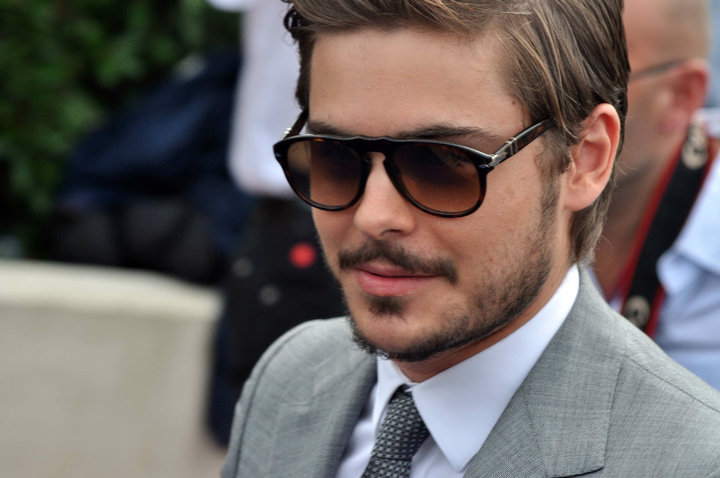
L'acteur principal Zac Efron pour la présentation du film au festival du cinéma américain de Deauville 2010.

- Zac Efron (VF : Yoann Sover ; VQ : Nicolas Charbonneaux-Collombet) : Charlie St. Cloud
- Charlie Tahan (VQ : Samuel Jacques) : Sam St. Cloud
- Amanda Crew (VF : Karine Foviau ; VQ : Kim Jalabert) : Tess Carroll
- Augustus Prew (VF : Antoine Schoumsky ; VQ : Hugolin Chevrette) : Alistair Wooley
- Donal Logue (VF : Loïc Houdré ; VQ : Tristan Harvey) : Tink Weatherbee
- Kim Basinger (VQ : Natalie Hamel-Roy) : Claire St. Cloud
- Ray Liotta (VF : Jean-Yves Chatelais ; VQ : Sylvain Hétu) : Florio Ferrente
- Dave Franco (VQ : Sébastien Reding) : Sully
- Matt Ward (d) (VQ : Éric Bruneau) : Connors
- Miles Chalmers (VQ : Nicholas Savard L'Herbier) : Latham

Source et légende : Version québécoise (VQ) sur Doublage Québec.

## Distinctions

### Nominations
- Festival du cinéma américain de Deauville 2010
  - Premières - Hors compétitions : Burr Steers
- MTV Movie Awards 2011
  - Meilleure performance d'acteur : Zac Efron
- Academy of Science Fiction, Fantasy and Horror Films 2011
  - Meilleure performance d'acteur : Charlie Tahan

## Tournage
Le film a été tourné en Colombie britannique (Vancouver, North Vancouver, Richmond, Gibsons, Minaty Bay, Grebe Islets (ceb)) au Canada, ainsi qu'à Friday Harbor dans l'État de Washington aux États-Unis, alors qu'initialement il devait l'être dans le Massachusetts.